# Adelaide Lambert
Adelaide Lambert (Panamá, 27 de octubre de 1907-17 de abril de 1996) fue una nadadora estadounidense de origen panameño especializada en pruebas de estilo libre, donde consiguió ser campeona olímpica en 1928 en los 4 x 100 metros.

## Carrera deportiva
En los Juegos Olímpicos de Ámsterdam 1928 ganó la medalla de oro en los relevos de 4 x 100 metros estilo libre, con un tiempo 4:47.6 segundos), por delante de Reino Unido (plata) y Sudáfrica (bronce); sus compañeras de equipo fueron las nadadoras: Eleanor Garatti, Martha Norelius y Albina Osipowich.